# Henning Wegner
Henning Wegner (auch: Henning von Wegnern; * 9. Januar 1584 in Königsberg; † 6. November 1636 ebenda) war ein deutscher Rechtswissenschaftler.

## Leben
Wegner war der Sohn des aus Magdeburg stammenden Patriziers Nikolaus Wegner († 1589), der 1573 nach Königsberg kam und hier herzoglicher Rat und Anwalt wurde. Dieser hatte 1580 Ursula, Tochter des Henning Boye geheiratet. Seine Studien begann er an der Universität Königsberg, wo er sich am 21. November 1596 immatrikulierte. Nach einer umfangreichen Ausbildung auf dem Gebiet der damaligen Rechtswissenschaft, zum Beispiel auch als Responent an der Universität Jena, begab er sich 1607 an die Universität Basel.
In Basel hatte er seine Dissertation De contractibus in Genre am 15. August verteidigt und wurde am 27. August 1607 zum Doktor der Rechte promoviert. Nach einem Aufenthalt an der Universität Rostock, wo er sich im Oktober immatrikuliert hatte, kehrte er in seine Geburtsstadt zurück. Hier wurde er dann fürstlich Kurländischer Rat, 1612 Außerordentlicher Professor der Rechte an der Universität Königsberg, 1615 zweiter ordentlicher Professor und 1618 erster Professor der juristischen Fakultät. In jener Eigenschaft beteiligte er sich auch an den organisatorischen Aufgaben der Hochschule und war in den Sommersemestern 1616, 1618, 1620 sowie 1625 Rektor der Alma Mater.
Daneben hatte er reges Interesse für die Fragen seiner Stadt entwickelt und sich an deren gemeindepolitischen Entscheidungsprozessen beteiligt. So wählte man ihn 1627 zum dirigierenden Bürgermeister der Königsberger Altstadt. Wegen der damit verbundenen Belastungen legte er seine Professur nieder, blieb aber als Senior der juristischen Fakultät erhalten. In Missionen an verschiedene Höfe hatte er sich dabei Ansehen erworben, so zum Beispiel vertrat er die Stadt im Schwedenkrieg gegenüber Gustav Adolf und er hatte sich viel mit dem staatsrechtlichen Verhältnis Preußens zu Polen auseinandergesetzt. In Anbetracht seiner Verdienste wurde er am 14. März 1635 vom König von Polen in den Adelstand erhoben und wurde damit Erbherr in Kapkeim und Kuggen.

## Familie
Wegner, Begründer des Adelsgeschlechtes von Wegnern, war zwei Mal verheiratet und hatte 16 Kinder.
Am 2. Dezember 1611 mit Dorothea (* 12. November 1590; † 20. März 1628), Tochter des polnischen Schiffshauptmanns Heinrich Hintz.
- Christoph (* 13. Oktober 1612; † 14. Februar 1663) Dr. jur. und Erbherr sowie Kammerherr auf Kapkeim, verh. mit Anna Dorothea, Tochter des Hans Küchenmeister von Sternberg auf Erben.
- Henning (* 6. Februar 1614; † 2. Juli 1656) Ratsherr in Kneiphof, verh. I. Ehe mit Katharina, die Tochter des Königsberger Ratsherrn Sigismund Scharff, die Witwe des Schatzmeisters in Kneiphof Reinhold Boye; II Ehe mit Regina († 12. Juni 1656), die Tochter des Bürgermeisters in Kneiphof Reinhold von Eggert.
- Bernhard von Wegnern (* 8. August 1615) wurde bairischer Generalmajor
- Ursula von Wegnern (* 4. Januar 1617; † 28. Januar 1659) verh. Mit dem Sekretär der Altstadt Peter Weger (* 9. Februar 1602; † 12. Februar 1642)
- Nikolaus von Wegnern (* 5. März 1618; † 1619)
- Reinhold von Wegnern (* 7. Februar 1623; † 2. März 1620)
- Johann von Wegnern (* 16. August 1621; † 1662) kurfürstlicher Rat und Hofhalsrichter, Erbherr auf Seepothen und Besskein, verh. mit der Maria († 1678), Tochter des Rats Friedrich vom Stein auf Seepothen und Besskeim.
- Dorothea von Wegnern (* 7. April 1623; † 9. Juli 1692) verh. am 16. Mai 1639 mit dem Diakon der Altstadt Isaak Halbsch von der Porten (* 1. April 1595; † 1. Juni 1648)
- Georg von Wegnern (* 9. Oktober 1624; † 1659) unverheiratet, Erbherr und Rittmeister auf Kuggen
- Sigismund von Wegnern (* 1. Oktober 1626; † jung)
- Daniel von Wegnern (* 9. März 1628; † 9. März 1689) Tribunalsrat und Official des samländischen Konsistoriums, Erbherr auf Kuggen, Borchertsdorf und Weissenstein, verh. mit Regina (18. Juli 1640; † 21. März 1674), der Tochter des Kneiphofer Bürgermeisters Johann Krintz auf Schwanitz.

2. Ehe Regina (* 11. Oktober 1612; † 16. März 1678), Tochter des Christoph Winter von Sternenfeld und spätere Frau von Cölestin Myslenta.
- Hieronymus von Wegnern (* 1630; † 1631)
- Michael von Wegnern (* u. † 1631)
- Regina von Wegnern (* 31. Oktober 1632; † 27. März 1700) verh. 12. Oktober 1648 mit dem Diakon der Altstadt Christoph Schröter († 1674)
- Elisabeth von Wegnern (* 5. Mai 1634; † 16. April 1672) I. Ehe am 23. September 1650 mit dem Rektor der Königsberger Domschule Mag. Konrad Neufeld (* 13. Januar 1623; † 24. Januar 1656); II. Ehe 1662 mit dem Professor und Erzpriester in Wehlau Mag. Lambert Steger
- Katharina von Wegnern (* 12. Januar 1636; † 10. Februar 1699) I. Ehe 1655 mit dem Professor in Gießen Dr. Christian Colbe († 2. November 1657); II. Ehe 10. Juni 1663 mit dem Jagdrat Dr. Dietrich Kühnemann († 1677)

Geschwister
- Klara Wegner (* 1585) ⚭ mit dem Ratsherrn der Königsberger Altstadt Andreas Lölhöfel (* 1571; † 17. Januar 1645)
- Christoph Wegner (* 10. März 1586; † 5. Juni 1653) Dr. jur., kurfürstlicher Rat, Advokat Fisici, Assessor am samländischen Konsistorium, Erbherr auf Damerau, Pregelswalde und Sageiten, adlig 14. März 1635, 1635 preuß. Indigenat, ⚭ I. Ehe 1616 mit Maria (~ 15. Juni 1594; † 23. Juli 1629), der Tochter des Ratsherrn der Altstadt Hans Meinicke; II. Ehe 1631 mit Elisabeth (* 6. November 1601; † 6. Januar 1678) die Tochter des Burggrafen zu Lyck auf Malinowken, Schedisken und Krolawolla Christoph Schützer, die Witwe des Amtsschreibers Lorenz Becke in Sehsten und des Professors Dr. Lorenz Weger
- Nikolaus Wegner (* 1588; † jung)

## Werke
Von ihm sind verschiedene Disputationen bekannt wie De foro competente, Contraheda emtione, Jurisdictione, Fidejussoribus, probationibus et feudi, Donationibus, Servitutibus. Zudem erschienen im Druck:
- De jure non provocandi Prussiae ducalis. Danzig 1633.
- Disp. Tit. Pand. De verb. Et rer. Significat.
- Disp. Analysin Institutionum Justin.
- De justitia et jure erregte.
- Analysin Institutionum Justiniani Imper. Königsberg 1629.
- Disp. De foro competente.